# London City Airport
London City Airport (IATA: LCY, ICAO: EGLC) är en flygplats i London. Flygplatsen ligger i Newham, 11 km öster om centrala London och är Londonområdets femte största flygplats efter Heathrow, Gatwick, Stansted och Luton. 
London City Airport är en så kallad STOL-flygplats, flygplats med kort start- och landningsträcka, vilket utesluter många större flygplanstyper med längre flygsträckor att starta och landa här. Den öppnade den 26 oktober 1987.
Med en blygsam start, med 133 000 passagerare 1988, och 500 000 passagerare 1995, har expansionen tagit fart under andra halvan av 1990-talet och 2000-talet. 2008 hade flygplatsen över 3 miljoner passagerare. Direktlinje till Arlanda flygs av British Airways.

## Flygbolag
Från London City Airport flyger totalt 10 flygbolag, exempelvis British Airways, ITA Airways och KLM.

## Transport
Flygplatsen är ansluten till Docklands Light Railway, som har en station på flygplatsen i direkt anslutning till terminalbyggnaden. Det finns även bussar som går till utkanterna av London.
På flygplatsen finns även biluthyrning samt lång- och korttidsparkering.